# Kriegsdenkmünze (Württemberg)

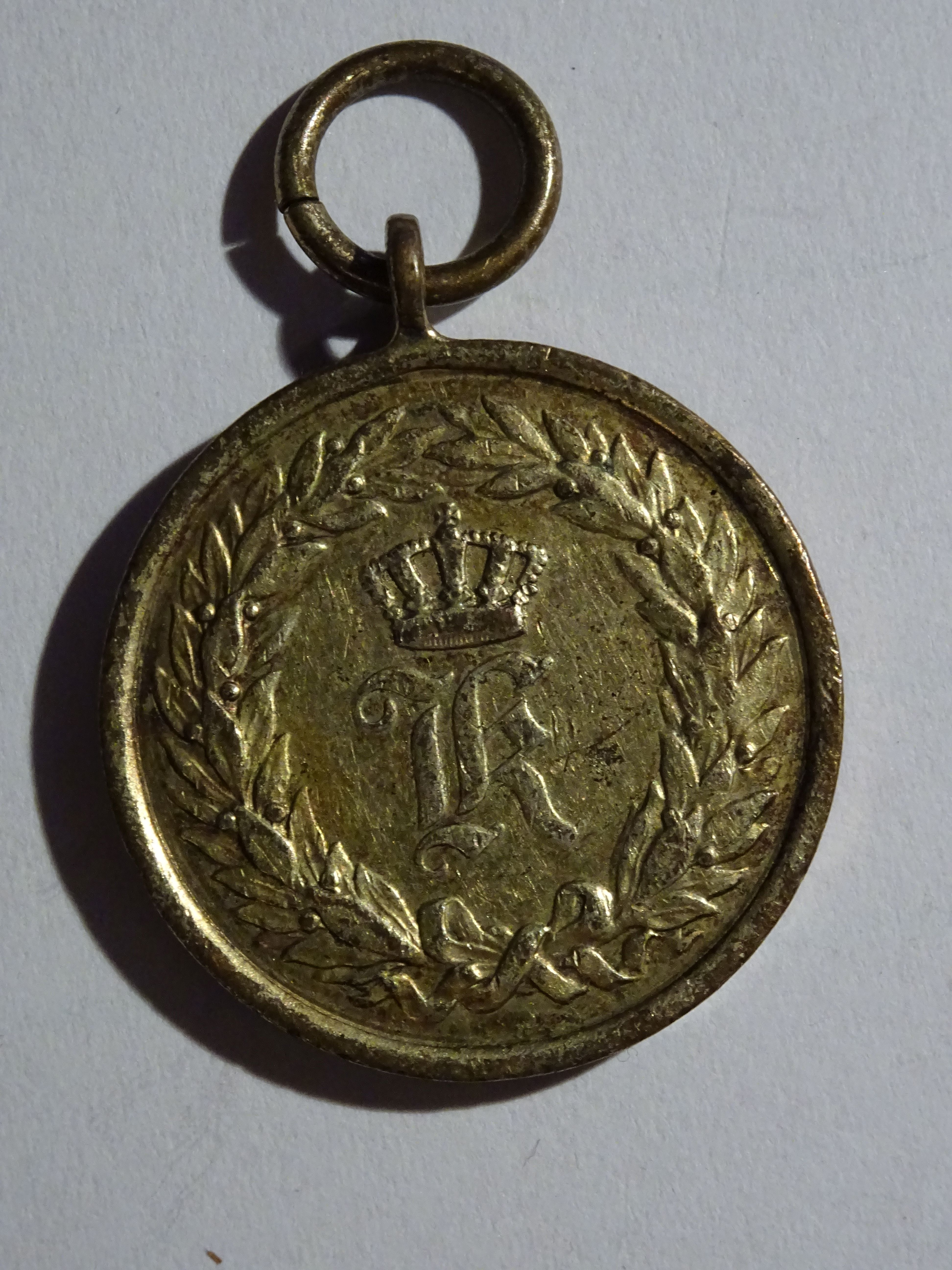
Kriegsdenkmünze (Vorderseite)

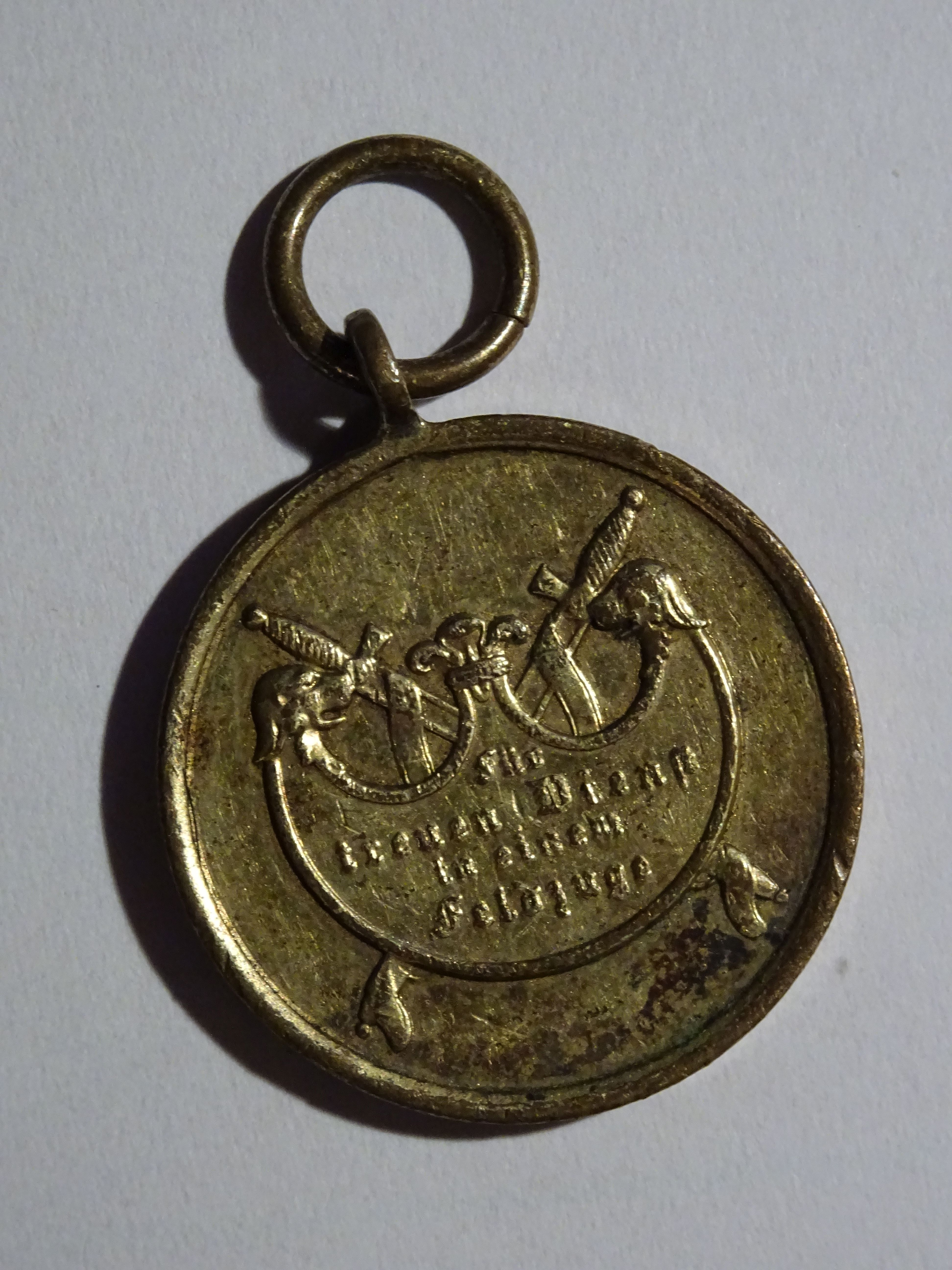
Kriegsdenkmünze (Rückseite)

Die Kriegsdenkmünze wurde am 1. Januar 1840 von König Wilhelm von Württemberg als Erinnerungszeichen an die für König und Vaterland treu geleisteten Dienste gestiftet und konnte an alle Personen verliehen werden, die an einem der Feldzüge der Jahre 1793, 1794, 1795, 1796, 1799, 1800, 1805, 1806, 1807, 1809, 1812, 1813 (hauptsächlich die sogenannten  Koalitions- und Befreiungskriege) teilgenommen haben.
Die bronzene Medaille zeigt ein W (Wilhelm) mit Krone und Lorbeerkranz. Rückseitig ein von zwei gekreuzten Schwertern getragener Schild mit der Inschrift Für treuen Dienst in (Zahl der) Feldzügen.
Die Auszeichnung wurde an einem schwarz-rot gestreiften Band auf der linken Brust getragen.